# 다발성 골수종
다발성 골수종(多發性骨髓腫, 영어: multiple myeloma), 또는 형질세포골수종(形質細胞骨髓腫, 영어: plasma cell myeloma)은 일반적으로 항체를 생성하는 역할을 담당하는 백혈구의 일종인 형질 세포의 암이다. 초기에는 증상이 느껴지지 않을 수도 있지만, 발전하면 뼈통증(osteocope), 출혈, 잦은 감염, 빈혈이 발생할 수 있다. 합병증에는 아밀로이드증이 포함될 수 있다.
병인은 일반적으로 알려져 있지 않다. 위험 요인에는 비만, 방사선 노출, 가족력, 연령, 특정 화학 물질 등이 있다. 또한 특정 직업에서도 다발성 골수종 발생 위험이 증가한다. 이는 다발성 골수종 발생 위험을 높이는 방향족 탄화수소 용매에 직업 특성상 노출되기 때문이다. 단일클론 감마글로불린혈증은 무증상 골수종으로 진행할 수 있는 상태로, MGUS에서 다발성 골수종까지 발생할 수 있다. 비정상 항체를 생산하는 비정상 형질 세포가 만들어지는 것이 다발성 골수종의 발병기전으로, 이 때문에 신부전과 과점조증후군이 나타날 수 있다. 또한 형질 세포들은 골수나 연조직에 종양을 형성할 수도 있다. 하나의 종양만 존재할 경우 형질세포종이라 하며 하나보다 많을 경우 다발성 골수종이라고 한다. 다발성 세포종은 혈액이나 소변 검사를 통해 비정상 항체를 찾거나 골수 생검을 통해 악성 형질 세포를 찾거나, 의학 영상을 통해 골병변을 찾음으로써 진단된다. 그 외에 고칼슘혈증이 발견되기도 한다.
다발성 골수종은 관리가 가능한 것으로 간주되지만 일반적으로 치유는 불가능하다. 스테로이드, 화학요법, 표적 치료, 조혈모세포 이식 등으로 완화할 수 있다. 골병변으로부터 오는 통증을 줄이기 위해 비스포스포네이트와 방사선 치료가 가끔 이용된다.
전 세계적으로, 다발성 골수종 환자는 2013년 기준으로 약 427,000명이며, 이로 인해 79,000명이 사망하였다. 미국에서 한 해에 100,000명의 사람 중 6.5명에서 발병하며 사람들 가운데 0.7%가 생애의 어느 시점에서 영향을 받는다. 한편 2020년 한 해 동안 전 세계에서 다발성 골수종을 진단 받은 환자는 175,000명 정도이며, 117,000명이 같은 해 다발성 골수종으로 인해 사망하였다. 미국에서는 2023년 기준 35,000명이 다발성 골수종을 진단 받고, 12,000명이 사망할 것이라고 예견하였다.  2020년 기준 미국의 골수종 환자는 170,405명 생존해 있다고 추정된다. 대한민국의 경우 매년 1700~1800명의 다발성 골수종 환자가 새로 발생하고, 총 환자 수는 8000~9000명 정도로 추정된다. 치료법이 빠르게 발전하고 있어 사망률의 통계를 내기는 어렵다. 2013년에서 2019년 사이에 다발성 골수종 진단을 받은 환자 데이터로 추정하였을 때, 환자 중 60%가 진단 이후 5년 동안 생존하였고, 약 34%가 10년 이상 생존하였다. 치료가 개선되면서 새로 진단을 받은 환자의 예후가 더 좋다. 보통 60세 즈음에 발생하며 여성보다 남성에게 더 흔하다. 치료하지 않으면 일반적인 생존 기간은 7개월이다. 치료를 할 경우 생존 기간은 보통 4~5년이다. 5년 생존률은 약 49%이다. 골수종의 영어 낱말 myeloma은 골수를 뜻하는 그리스어 낱말 myelo-와 종양을 뜻하는 -oma에서 왔다.

## 증상 및 징후
다발성 골수종은 많은 장기에 영향을 미치기 때문에, 그 증상과 징후 역시 매우 다양하다. 임상 양상에서 피로감과 뼈의 통증이 가장 흔한 증상으로 발현한다. CRAB 기준은 (초기의 무증상 다발성 골수종과 대조되는) 활동성 다발성 골수종의 존재 여부를 확인하기 위해 예전에 사용되었던 기준이다. CRAB 기준은 다음과 같다.
- Calcium, 칼슘: 혈청 내 칼슘 농도가 정상 범위의 최댓값보다 0.25 mmol/L (>1 mg/dL) 이상 높거나, 칼슘 농도가 2.75 mmol/L (>11 mg/dL)보다 높다.
- Renal insufficiency, 신부전: 분당 크레아티닌 청소율 <40 mL/min 또는 혈청 크레아티닌 농도 >1.77 mol/L (>2 mg/dL)
- Anemia, 빈혈: 헤모글로빈 수치가 정상 범위의 2g/dL 이상 낮거나, 헤모글로빈 수치가 10g/dL보다 낮다.
- Bone lesions, 뼈의 병변: X레이, CT, PET/CT 등에서 발견된 골용해성 병변

현재는 보다 확장된 새로운 기준이 사용되고 있다. IMWG (International Myeloma Working Group) 기준에서는 활동성 다발성 골수종을 시사하는 세 가지 이상의 소견이 관찰될 것을 기준으로 제시하고 있다. 각 소견은 CRAB 기준에서 제시된 소견보다 먼저 나타날 수 있으며, 따라서 다발성 골수종을 일찍이 발견하여 보다 빠르게 더 많은 사람에게 약물 치료를 시작할 수 있다.

### 골통

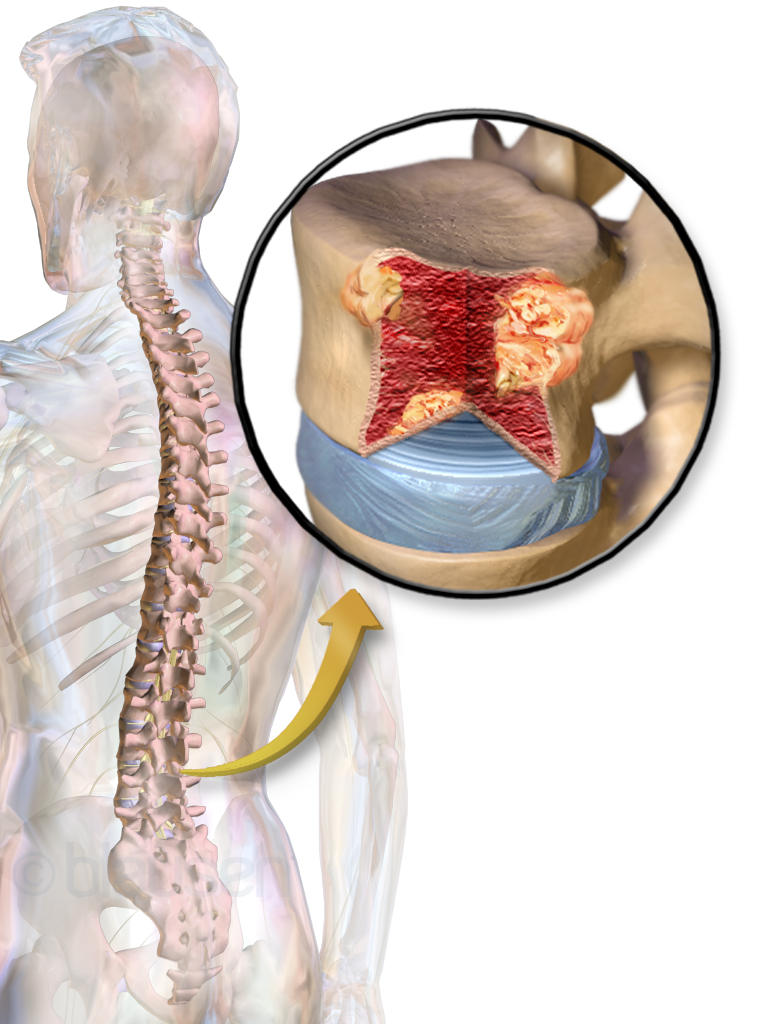
척추에 발생하는 뼈 병변의 흔한 부위

뼈의 통증, 즉 골통은 전체 다발성 골수종 환자의 약 70%에서 발생하며, 가장 흔한 증상 중 하나이다.:653 다발성 골수종의 골통은 대개 척추와 갈비뼈에서 발생하며, 움직이면 악화된다. 지속적이며 국소적인 통증은 병적 골절을 시사하는 소견일 수 있다. 척추에 발생한 골통은 이후 척수 압박이나 척주후만증으로 이어질 수 있다. 이러한 골수종으로 인한 골질환은 NF-κB 리간드 (RANKL)의 수용체 활성 인자가 골수에서 과발현되기 때문이다. RANKL은 뼈를 흡수하는 세포인 파골세포를 활성화시킨다. 따라서 발생하는 뼈의 병변은 골용해성이며 단순 방사선 사진에서 가장 잘 관찰된다. 이때 마치 뚫린 듯한 ("punched out") 모양의 병변이나 두개골의 빗방울 ("raindrop") 모양 병변이 관찰되기도 한다. 한편 뼈가 파괴되면서 칼슘 이온이 혈액 내로 풀려나고, 고칼슘혈증과 고칼슘혈증으로 인한 여러 증상이 나타난다.

### 빈혈
다발성 골수종의 빈혈은 대개 적혈구 모양이 정상인 정상적혈구, 그리고 적혈구 내 헤모글로빈 농도가 정상인 정상색소빈혈이다. 골수에 종양 세포가 침범하며 사이토카인에 의해 정상적으로 적혈구를 만들기 위한 조혈 과정이 제대로 이루어지지 못하면서 빈혈이 발생한다.

### 콩팥 기능 손상
급성으로든 만성으로든, 콩팥 기능이 손상될 수 있다. 다발성 골수종에서 콩팥 기능이 손상되는 가장 흔한 원인은 악성 세포에서 분비하는 단백질이다. 다발성 골수종 세포는 여러 종류의 단클론 단백질을 만들어낸다. 이때 가장 흔한 것은 항체(면역글로불린)와 유리 경쇄(free ligh chain)로, 따라서 혈액 내 이 단백질들의 농도가 비정상적으로 높아진다. 이때 만들어진 단백질의 크기에 따라, 이 만들어진 단백질이 콩팥으로 배설될 수 있고, 단백질이나 경쇄의 효과에 따라 콩팥이 손상을 입기도 한다. 뼈의 흡수가 증가하면서 고칼슘혈증이 발생하여 콩팥석회증을 일으키고, 결국 신부전까지 이어질 수 있다. 아밀로이드증은 아밀로이드 단백질이 침착되는 상태로, 아밀로이드 역시 콩팥으로 배설되므로 콩팥과 다른 장기에 손상을 입힐 수 있다. 한편 유리 경쇄는 판코니 증후군 등 다양한 임상 양상을 나타낼 수 있다.

### 감염
다발성 골수종에서는 원래 병원체에 맞서 싸워야 하는 혈액 내 성분들이 손상당하므로 감염이 동반되는 경우가 흔하다. 가장 흔하게 발생하는 감염은 폐렴, 요로감염증, 패혈증 등이다. 감염의 발생 위험이 가장 높은 기간은 새로운 약물 치료를 시작한 직후의 초기 몇 달간으로, 이는 많은 약물 치료가 정상 면역 반응을 더욱 억제하기 때문이다.
감염을 포함한 모든 질병의 합병증은 표준 척도를 이용해 등급을 매긴다. 일부 다발성 골수종 약물 치료제는 치료를 받은 환자의 30% 정도에서 3등급 이상의 감염이 발생하는데, 이는 곧 최소한 항생제를 이용한 처치가 필요한 수준을 뜻한다. 다발성 골수종 진단을 받고 6개월 이내에 사망한 환자 중 약 20~50%가 동반된 감염으로 인해 사망한다.
환자의 면역 반응을 임상적으로 평가하기 위해서는 보통 혈중 면역글로불린 농도를 측정한다. 면역글로불린에는 면역글로불린 A, D, E, G, M의 서로 다른 다섯 가지가 있다. 면역글로불린 농도는 다발성 골수종에서 전체적으로 증가하지만, 이렇게 증가한 항체의 대부분은 클론성 형질세포로 인해 단클론 다양성을 보여 효과가 없는 항체이다. 이런 효과가 없는 항체는 대개 IgA와 IgG이다. 효과가 있는 항체가 특정 값 이하로 떨어지면, 즉 저감마글로불린혈증이 있다면 동반 감염의 위험을 줄이기 위해 보충용 면역글로불린을 주기적으로 주입할 수 있다.

### 신경학적 증상
쇠약, 혼란, 피로감 등의 일부 증상은 빈혈이나 고칼슘혈증으로 인한 것일 수 있다. 두통, 시각 이상, 망막병증은 파라단백질의 특성에 따라 발생할 수 있는 혈액의 과다점도로 인한 것일 가능성이 있다. 또한 척수신경근통, 창자나 방광의 조절 소실 (척수 문제로 인한 것), 손목 터널 증후군, 그 외 신경병증 (아밀로이드의 말초신경 침윤으로 인한 것) 등이 발생할 수 있다. 늦게 발현하는 경우에는 하반신마비가 생길 수도 있다.

### 입
초기 증상에는 통증, 무감각, 종창, 약해져서 움직이는 이빨, 방사선투과성 등이 있다. 구강의 다발성 골수종은 치근단농양, 치주농양, 치은염, 치주염, 그 외 다른 치주의 비대나 종괴 같은 흔한 치아 문제와 비슷한 양상을 보이기도 한다.

## 원인
다발성 골수종의 원인은 알려져 있지 않다.

### 위험 인자
의미미결정 단클론 감마글로불린혈증(MGUS)은 다발성 골수종 발생 위험을 높인다. MGUS는 연간 1~2%가 악성전환하여 다발성 골수종이 되며, 거의 모든 다발성 골수종 환자에서는 MGUS가 다발성 골수종에 선행한다.
무증상 다발성 골수종 역시 다발성 골수종 발생 위험을 높인다. 이 전암질환으로 진단된 환자는 첫 5년 동안은 연간 10%의 환자에서, 다음 5년 동안은 연간 3%의 환자에서, 그 후로는 연간 1%의 환자에서 다발성 골수종이 발생한다.
비만은 다발성 골수종 발생과 연관되어 있으며, 체질량지수(BMI)가 5 증가할 때마다 상대위험도는 11%씩 올라간다.
한편 다발성 골수종은 가족적 소인도 있음이 알려져 있다. 여러 단백질의 과인산화는 상염색체 우성으로 유전되는 경향으로, 같은 가족에서 흔히 발견되는 기전으로 보인다. 이 경향은 아프리카계 미국인에서 더욱 흔히 나타나며, 따라서 아프리카계 미국인에서 다발성 골수종이 많은 이유 중 하나일 수 있다.

### 직업
벤젠과 그 유도물 같은 방향족 탄화수소 용매에 직업적으로 노출되는 것이 다발성 골수종과 연관되어 있는지 조사한 연구에서는, 근거를 통해 이러한 용매가 다발성 골수종 발생 원인으로서 작용한다고 밝혔다. 다발성 골수종은 특정 직업에서 더욱 잘 발생할 수 있다. 소방관, 미용사, 농업이나 각종 공업에 종사하는 사람에서 다발성 골수종 발생 위험이 더 높다. 이렇게 특정 직업에서 다발성 골수종 발생 위험이 높은 것은 각종 화학 물질에 노출되기 때문이다. 반복적으로 화학 물질에 노출될 때 다발성 골수종 발생 위험이 높아진다. 소방이나 농업에서, 살충제나 각종 위험한 화학 물질을 사용하여 다발성 골수종의 발생 위험이 올라간다. 앞서 서술하였듯 공업 등에서도 방향족 탄화수소 용매에 노출되면서 다발성 골수종 위험이 높아진다.
다발성 골수종 발생 위험을 높이는 방향족 탄화수소 용매에는 벤젠, 톨루엔, 자일렌 등이 있다. 노출 기간이 길수록, 노출 강도가 강할수록, 노출이 반복적일수록 다발성 골수종 발생 위험이 63%만큼 증가할 수 있다. 노출에서 진단까지 걸리는 시간이 연구되었으며, 이 기간은 최소 20년 이상이 걸리는 것으로 알려졌다. 어떤 한 화학 물질에 노출되었다는 것을 알게 되었을 때, 대부분은 다른 탄화수소 용매에도 노출된 것을 확인할 수 있다. 다발성 골수종은 남성, 나이가 많은 성인, 아프리카계 미국인에 더 잘 발생한다. 이러한 인구집단은 여성 집단에 비해 화학 물질에 노출되는 빈도가 더 높다.

### 엡스테인-바 바이러스
드물게 엡스테인-바 바이러스(EBV)가 다발성 골수종과 연관되어 있는 경우가 있는데, 특히 HIV/AIDS, 장기 이식, 혹은 류마티스 관절염과 같은 만성 염증성 질환으로 인해 면역결핍 상태인 사람에서 더욱 그러한 경우가 많다. EBV 양성 다발성 골수종은 2016년 WHO 기준에서 엡스테인-바 바이러스 연관 림프구증식질환의 한 형태로 분류되며, 엡스테인-바 바이러스 연관 형질세포골수종(Epstein–Barr virus-associated plasma cell myeloma)으로 명명되어 있다. 다만 EBV 양성 질환은 다발성 골수종보다는 형질세포종 형태일 때 더 흔하다. EBV 양성 질환이 발병한 조직은 보통 EBV 양성 세포들이 모인 병소가 존재하는데, 미성숙 형질세포나 분화도가 나쁜 형질세포가 빠르게 증식하는 소견이 관찰된다. EBV 양성 세포는 EBER1이나 EBER2 같은 EBV 유전자의 생산물을 발현한다. EBV가 대부분의 엡스테인-바 바이러스 연관 림프증식질환의 발생이나 진행에 기여하는 것은 밝혀져 있지만, 다발성 골수종에 미치는 영향은 불분명하다. 그러나 EBV 양성이며 국소적인 형질세포종이 있는 환자는 EBV 음성 형질세포종이 있는 환자보다 다발성 골수종으로 진행할 가능성이 더 높다. 이는 형질세포종이 전신의 다발성 골수종으로 진행하는 데에 EBV가 영향을 미친다는 것을 시사한다.

## 치료
대부분의 약물 요법은 다약제 치료를 실시하며, 삼제(triplet) 내지는 사제(quadriplet) 요법 등을 시행한다. 이때 하나 이상의 단클론 항체(다라투무맙 등), 면역조절제(레날리도마이드, 포말리도마이드), 프로테아솜 억제제(보르테조밉, 카필조밉, 익사조밉), 스테로이드(덱사메타손 등)를 병용하는 경우가 많다.
오랜 기간 동안 삼제 요법이 표준 치료법이었으나, 시간이 지날수록 사제 요법이 흔히 사용되고 있다. 이러한 병용 치료는 명명할 때 이니셜을 따는데, 상품명의 경우는 대문자로, 성분명의 경우는 소문자로 표시한다. 가령 VRd는 보르테조밉의 상품명인 벨케이드(Velcade), 레날리도마이드의 상품명인 레브리미드(Revlimid), 덱사메타손(dexamethasone)의 이니셜을 딴 것이다. 비슷하게 DKRd는 다라투무맙의 상품명인 다잘렉스(Darzalex)와 카필조밉의 상품명인 키프롤리스(Kyprolis)에서 따온 것이다. 한편 이러한 약제를 화학요법 약제라고 부르지 않기도 하는데, 이들은 유사분열을 억제하거나 DNA 손상을 유발하는 고전적인 항암제, 즉 비특이적인 세포내 독소가 아니기 때문이다.